# Зиарат (город)
Зиарат (англ. Ziarat) — город в провинции Белуджистан, Пакистан. Административный центр одноимённого округа. Население — 629 чел. (на 2010 год).

## Географическое положение
Зиарат расположен на высоте 2700 метров над уровнем моря.

## Демография
| 1998 | 2010 |
| ---- | ---- |
| 619  | 629  |